# Paracrocnida
Paracrocnida är ett släkte av ormstjärnor. Paracrocnida ingår i familjen trådormstjärnor.
Kladogram enligt Catalogue of Life:
| Paracrocnida | \| \| Paracrocnida persica \| \| \| \| \| \| Paracrocnida sacensis \| \| \| \| \| \| Paracrocnida sinensis \| \| \| \| |
|              | \| \| Paracrocnida persica \| \| \| \| \| \| Paracrocnida sacensis \| \| \| \| \| \| Paracrocnida sinensis \| \| \| \| |
|              | Paracrocnida persica                                                                                                   |
|              | |
|              | Paracrocnida sacensis                                                                                                  |
|              | |
|              | Paracrocnida sinensis                                                                                                  |
|              | |